# Heo Young-ji
Heo Young-ji (* 30. August 1994 in Goyang), auch bekannt als Youngji, ist eine südkoreanische Sängerin und Schauspielerin unter DSP Media. Bekannt wurde sie als Mitglied der Girlgroup Kara der sie beitrat, nachdem sie 2014 die Reality-Show Kara Project gewann. Heo startete ihre Karriere als Solo-Künstlerin im August 2017 mit der Single Memory Clock.

## Leben

### Vor dem Debüt
Heo besuchte die School of Performing Arts Seoul. Sie war Trainee unter Core Contents Media zusammen mit T-aras Ex-Mitglied Areum und kurz davor ihr Debüt in einer Girlgroup zu geben, verließ diese jedoch vorzeitig. Später wurde sie ein Trainee unter KeyEast und wechselte dann schließlich zu DSP Media.

### 2014–2015: Debüt mit Kara und Solo-Aktivitäten
Im Mai 2014, nachdem die ehemaligen Kara-Mitglieder Nicole Jung und Kang Ji-young die Gruppe verließen, startete DSP Media eine Reality-Show mit dem Namen Kara Project, in welcher 7 Trainees darum kämpften einen Platz in der Gruppe zu bekommen. Während der Show verletzte sich Heo und verpasste so zwei Live-Auftritte. Trotz allem schaffte sie es, die Aufmerksamkeit der Zuschauer und des Casts für sich zu gewinnen.
Am 1. Juli um 6:45 Uhr (KST) kamen die finalen Ergebnisse der Show und Hur Young-ji gewann diese mit einer Punkteanzahl von insgesamt 49.591. In einer Rede, welche sie nach der Show hielt, erklärte sie, sie würde sich in Zukunft noch mehr anstrengen.
Im September 2014 nahm Heo an der zweiten Staffel der Show, Roommate teil. Sie wurde bekannt für ihr unterdrücktes Lachen. In einem Interview über die Show erzählte sie, dass einige Leute ihr empfohlen hatten, ihren Mund beim Lachen zu verdecken.
Als Gu Hara an der neunten Episode von Roommate teilnahm, teilte sie mit, sie hatte sich gewünscht, dass Heo zum neuen Mitglied von Kara wird, da ihr Charme die allgemeine Stimmung innerhalb der Gruppe verbesserte.
Ein Repräsentant von MBC EVERY1 teilte MBN Star am 18. Dezember 2014 mit, dass Heo zusammen mit Orange Caramel's Lizzy, G.NA und 4minute's So-hyun Teil der zweiten Staffel von Hitmaker wird. Die Gruppe bekam den Namen Cham So Nyeo. und veröffentlichte am 17. Februar einen Teaser zum Song „올해의 주문 (Magic Words)“. Drei Tage später, am 20. Februar, kam dann der ganze Song inklusive Musikvideo.

### 2016–Jetzt: Karriere als Schauspielerin und Solo-Künstlerin
Am 15. Januar 2016 teilte DSP Media mit, dass die Verträge von Gyuri, Seungyeon und Hara auslaufen und sie diese nicht verlängern. Heo blieb als Solo-Künstlerin bei DSP Media.
Im Mai 2016 kam sie als Nebenrolle ins Cast des tvN-Dramas, Another Oh Hae Young. Sie nahm außerdem bei diversen TV-Shows teil.
Am 8. Dezember 2016 gab DSP Media bekannt, dass Heo Mitglied der neuen K-Pop-Gruppe K.A.R.D. wird, jedoch nur auf dem ersten Release zu hören sein wird. Sie nahm an den Promotion-Aktivitäten zu dem Debüt-Song der Gruppe, „OH NA NA“ teil, welcher am 13. Dezember veröffentlicht wurde und widmete sich fortan ihrer Solo-Karriere.
Am 2. August 2017 bestätigte DSP Media ihr Solo-Debüt welches noch im gleichen Monat stattfinden sollte. Sie veröffentlichte die Single Memory Clock am 25. August.
Am 15. Dezember 2017 veröffentlichte MCC Entertainment einen Artikel, welcher bekannt gab, dass sie am zweiten Song des Projekts with dog mitmachen würde. Der Song mit dem Namen Longing wurde noch am gleichen Tag veröffentlicht.

## Diskografie

### Single-Alben
| Jahr | Titel Musiklabel | Höchstplatzierung, Gesamtwochen, AuszeichnungChartsChartplatzierungen (Jahr, Titel, Musiklabel, Platzierungen, Wochen, Auszeichnungen, Anmerkungen) | Anmerkungen                              |
| Jahr | Titel Musiklabel | KR | Anmerkungen                              |
| ---- | ---------------- | --- | ---------------------------------------- |
| 2023 | Toi Toi Toi DSP  | KR36 (1 Wo.)KR | Erstveröffentlichung: 12. September 2023 |

### Singles
- 2017: Memory Clock (추억시계)[25]
- 2017: Longing (그리움)[26]
- 2023: L.O.V.E.

### Zusammenarbeiten
- 2015: Magic Words[27] (mit Lizzy, G.NA und So-hyun als Chamsonyeo)
- 2015: Peek-A-Boo[28] (Duett mit Park Gyu-ri)
- 2015: You’re So Yummy
- 2015: How About Me?[29] (Goo Hara feat. Young-ji)
- 2016: Fingertips Love[30] (mit B1A4, BTOB, A-JAX, Oh My Girl, Kassy und April)
- 2016: Oh NaNa (als K.A.R.D’s erstes enthülltes Mitglied)

## Filmografie

### Drama
| Jahr | Name                 | Sender                | Rolle        | Anmerkung            |
| ---- | -------------------- | --------------------- | ------------ | -------------------- |
| 2015 | The Alchemist        | MBC Every1, Navercast | Oh Young-ji  | Hauptrolle, Webserie |
| 2016 | Another Miss Oh      | TVN                   | Yoon Ahn-na  | Nebenrolle           |
| 2017 | Introverted Boss     | TVN                   |              | Minirolle (Folge 3)  |
| 2017 | Han Yeoreum’s Memory | JTBC                  | Jung Da-jung | Nebenrolle           |
| 2018 | Are You Human?       | KBS2                  |              | Minirolle (Folge 1)  |
| 2018 | The Beauty Inside    | JTBC                  |              | Minirolle (Folge 13) |
| 2019 | At Eighteen          | JTBC                  | Kim Ji-min   | Nebenrolle           |

### Film
| Jahr | Name                    | Rolle | Anmerkung                                      |
| ---- | ----------------------- | ----- | ---------------------------------------------- |
| 2015 | Tasty 2: Happy Together |       | Koreanische und Japanische Synchronsprechrolle |

### Variety-/Reality-Shows
| Jahr      | Network      | Name                       | Rolle           | Remarks                                                   |
| --------- | ------------ | -------------------------- | --------------- | --------------------------------------------------------- |
| 2014      | MBC Music    | Kara Project               | Teilnehmer      | Sie gewann die Show und wurde Mitglied der Gruppe Kara    |
| 2014      | KBS          | The Lord Of The Ratings    | MC              |                                                           |
| 2014–2015 | SBS          | Roommate: Staffel 2        | Feste Besetzung |                                                           |
| 2014–2015 | MBC Every 1  | Hitmaker Staffel 2         | Feste Besetzung | Als Mitglied von Chamsonyeo (mit G.NA, Lizzy, und Sohyun) |
| 2015      | jTBC         | A Hard Day                 | Teilnehmer      |                                                           |
| 2015      | KBS2         | Game of Thrones            | Teilnehmer      |                                                           |
| 2015      | SBS          | Founding Star              | Feste Besetzung | Folgen 1–6                                                |
| 2016      | MBC          | Next Door CEO              | Feste Besetzung | Folgen 1–12                                               |
| 2016      | MBC Every 1  | Very Private TV            | Feste Besetzung |                                                           |
| 2016      | SBS          | Vocal War: God's Voice     | Fester Panelist |                                                           |
| 2016      | AHTV         | Super Idols                | Panelist        | Mafia Team                                                |
| 2016      | MBC Every 1  | Hitmaker                   | Besetzung       | Staffel 2                                                 |
| 2016      | SK Broadband | Idol Intern King           | Feste Besetzung | Mit Qri, Kwon So-hyun, Park Narae, Hyojung, und Han Hyeri |
| 2016      | EBS          | Humanity Busking           | Host            |                                                           |
| 2017      | E Channel    | Strong Girls               | Feste Besetzung | Mit Cao Lu, Luna, Park Bo-ram, und Giant Pink             |
| 2017      | CTime        | Beauty Academy             | Fester MC       |                                                           |
| 2017      | JTBC         | Beauty Summit              | Fester MC       |                                                           |
| 2017      | TRENDY       | Time Space Operation F.B.I | Fester MC       | Mit Lee Soo-kyung, DinDin und Heo Kyung-hwan              |
| 2017      | tvN          | Shadow Singer              | Fester Panelist | Mit Kang Hodong, JR, und mehr                             |
| 2018      | JTBC         | I am CEO Staffel 2         | Fester Panelist | Mit Kim Sook und Boom                                     |

## Produktion
| Jahr | Künstler     | Song              | Rolle                              | Album                      |
| ---- | ------------ | ----------------- | ---------------------------------- | -------------------------- |
| 2016 | AISLE        | Happy Magic Candy | Co-Songwriter                      | Single : Happy Magic Candy |
| 2017 | AISLE        | SAY YES           | Songwriter                         | Single: Say Yes            |
| 2017 | Hur Young-ji | Memory Clock      | Komposition, Songwriter, Arrangeur | Single: Memory Clock       |

## Auszeichnungen und Nominierungen
| Jahr | Wettbewerb                                     | Category                     | Nominated work | Result    |
| ---- | ---------------------------------------------- | ---------------------------- | -------------- | --------- |
| 2014 | SBS Entertainment Awards (SBS Awards Festival) | Show Variety Female Newcomer | Roommate       | Nominiert |